# Bierbrot

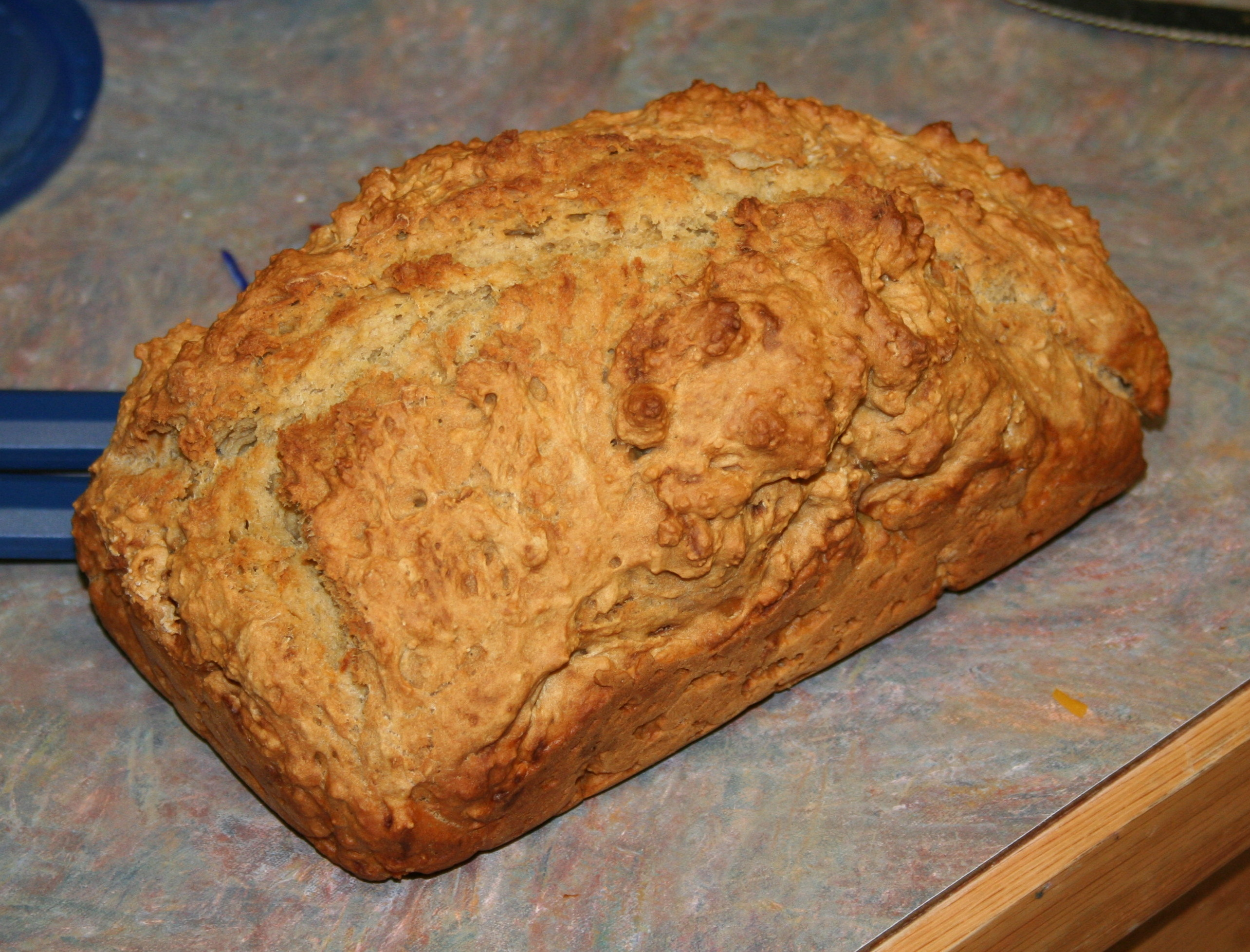
Bierbrot

Bierbrot ist eine Brotsorte, deren Teigmischung Bier enthält. Gemäß DLMB muss der Bieranteil mindestens 50 Prozent bezogen auf die Gesamtschüttflüssigkeit betragen.
Wie der Weinknorzen wird Bierbrot mit typischen Rohstoffen einer Region (Wein bzw. Bier) hergestellt.

## Sonstiges
Aus der jungsteinzeitlichen Bierbereitung sind sogenannte Bierbrote bekannt, die zerbröckelt, mit Malz und Wasser eingemaischt der Gärung überlassen wurden. Die Sauerteigfladen waren nur halbfertig gebacken, damit die Hefekulturen nicht zerstört wurden, und dienten als Starter beim Bierbrauen.